# 인디고뮤직의 음반
이 문서는 인디고뮤직에서 발매한 음반 목록이다.

## 2010년대

### 2017년
- 2017년 5월 7일 영비 - [Digital Single] 17 (17 Remix)[1]
- 2017년 6월 28일 영비 - [DIgital Single] 아침에
- 2017년 8월 5일 키드밀리 - Maiden Voyage 2
- 2017년 8월 17일 저스디스 - 2 MANY HOMES 4 1 KID : Instrumentals & Remixes
- 2017년 9월 26일 저스디스 - [Digital Single] Cooler Than the Cool
- 2017년 10월 28일 저스디스 - [Digital Single] Tru Rich
- 2017년 11월 28일 저스디스 - [Digital Single] Brown Eyes View[2]

### 2018년
- 2018년 1월 20일 키드밀리, 스윙스, 재키와이 - [Digital Single] Hyperreal
- 2018년 3월 2일 영비 - [Digital Single] TEEN TITANS
- 2018년 3월 7일 저스디스 - 4 the Youth[3]
- 2018년 3월 10일 키드밀리 - AI, THE PLAYLIST
- 2018년 3월 24일 스윙스 - Upgrade III
- 2018년 4월 4일 저스디스 - [Digital Single] THISISJUSTHIS
- 2018년 4월 10일 노엘 - 18`S/S
- 2018년 5월 9일 키드밀리 - IMNOTSPECIAL
- 2018년 5월 13일 인디고뮤직 - [Digital Single] Credit
- 2018년 5월 19일 스윙스 - [부스러기(Crumbs)] Mixtape Vol.1
- 2018년 6월 24일 인디고뮤직 - IM
- 2018년 7월 6일 재키와이 - Enchanted Propaganda
- 2018년 7월 14일 노엘 - DOUBLEONOEL
- 2018년 7월 31일 기리보이,키드밀리,노엘,스윙스 - [Digital Single] Dingo X Indigo Music[4]
- 2018년 8월 17일 영비 - SOkoNYUN
- 2018년 10월 6일 키드밀리 - 쇼미더머니 777 Episode 1[5]
- 2018년 10월 14일 영비 - [Digital Single] TL
- 2018년 10월 27일 키드밀리 - 쇼미더머니 777 Episode 4[6]
- 2018년 11월 3일 키드밀리 - 쇼미더머니 777 Semi Final[7]
- 2018년 11월 10일 키드밀리 - 쇼미더머니 777 Final[8]
- 2018년 11월 10일 노엘 - 18'F/W
- 2018년 11월 17일 키드밀리 - Maiden Voyage III
- 2018년 12월 10일 저스디스 - [Digital Single] Re: Tried
- 2018년 12월 12일 인디고뮤직 - [Digital Single] IndiGO Remix

### 2019년
- 2019년 1월 13일 재키와이,영비 - [Digital Single] Dingo X Indigo Music[9]
- 2019년 2월 16일 영비 - Stranger
- 2019년 3월 14일 키드밀리 - Life
- 2019년 3월 18일 스윙스 - 감정기복 (Remastering)
- 2019년 4월 9일 스윙스 - [Digital Single] Affirmations From Swings
- 2019년 6월 24일 노엘 - [Digital Single] Summer 19`
- 2019년 6월 27일 스윙스 - [Digital Single] 호루라기[10]
- 2019년 8월 24일 스윙스,키드밀리 - 쇼미더머니 8 Episode 1[11]
- 2019년 8월 31일 영비 - 쇼미더머니 8 Episode 2[12]
- 2019년 9월 14일 영비 - 쇼미더머니 8 Episode 3[13]
- 2019년 9월 21일 영비 - 쇼미더머니 8 Episode 4[14]
- 2019년 9월 28일 영비 - 쇼미더머니 8 Final[15]
- 2019년 9월 28일 저스디스 - [Digital Single] Momo
- 2019년 11월 17일 인디고뮤직 - [Digital Single] 쓰레기
- 2019년 11월 17일 인디고뮤직 - [Digital single] 돌아와

## 2020년대

### 2020년
- 2020년 1월 18일 양홍원 - [Digital Single] The End
- 2020년 1월 26일 키드밀리 - [Digital Single] BOY
- 2020년 4월 15일 양홍원 - [Digital Single] 불러[16]
- 2020년 4월 17일 키드밀리 - BEIGE 0.5
- 2020년 6월 6일 저스디스 - [Digital Single] That Ain't Real
- 2020년 10월 16일 저스디스 - [Digital Single] THISISJUSTHIS Pt.II
- 2020년 10월 24일 저스디스 - 쇼미더머니 9 Special
- 2020년 11월 21일 스윙스 - 쇼미더머니 9 Episode 1[17]
- 2020년 11월 28일 스윙스 - 쇼미더머니 9 Episode 2[18]
- 2020년 12월 2일 키드밀리 - [Digital Single] Bankroll[19]
- 2020년 12월 12일 스윙스 - 쇼미더머니 9 Semi Final[20]

### 2021년
- 2021년 1월 12일 저스디스 - [Digital Single] 굴젓 (G+Jus)[21]
- 2021년 2월 3일 키드밀리 - [Digital Single] Face & Mask[22]
- 2021년 3월 28일 저스디스 - [Digital Single] 4 the Youth Freestyle & Remixes[23]
- 2021년 4월 23일 키드밀리 - Cliche[24]
- 2021년 6월 19일 양홍원 - 오보에
- 2021년 7월 3일 저스디스 - [Digital Single] 너랑 달라 (한림체육관 X 한요한, 저스디스 (JUSTHIS))[25]
- 2021년 7월 15일 저스디스 - [Digital Single] Do Not Go Gentle Into That Good Night
- 2021년 7월 29일 저스디스 - [Digital Single] Sell The Soul (2021 Remix Version)
- 2021년 8월 13일 양홍원 - drugonline gate[26]
- 2021년 10월 2일 ron - [Digital Single] 아인슈타인
- 2021년 11월 16일 저스디스 - [Digital Single] You
- 2021년 11월 17일 키드밀리 - [Digital Single] Kitty[27]

### 2022년
- 2022년 1월 19일 키드밀리 - [Digital Single] Summer
- 2022년 4월 16일 키드밀리,ron - 서울체크인 OST Part.2[28]
- 2022년 4월 21일 김상민그는감히전설이라고할수있다 - NASA CERTIFIED
- 2022년 7월 22일 저스디스 - Do Not Go Gentle Into That Good Night II
- 2022년 8월 1일 키드밀리 - [Digital Single] BENZO
- 2022년 8월 3일 저스디스 - [Digital Single] 찢어졌다 붙었다 다시 (You Remix)
- 2022년 8월 6일 저스디스 - 빅마우스 OST Part.1
- 2022년 8월 6일 저스디스 - Listen-Up(리슨업) EP.2[29]
- 2022년 8월 28일 저스디스 - [Digital Single] 우리 헤어지니
- 2022년 9월 5일 저스디스 - [Digital Single] 나는 이별이에요
- 2022년 9월 8일 저스디스 - [Digital Single] This Is My Life
- 2022년 10월 31일 김상민그는감히전설이라고할수있다 - Hell Voyage[30]

### 2023년
- 2023년 2월 18일 스윙스 - [Digital Single] 적응 (Survival Of The Fittest)[31]
- 2023년 3월 14일 ron - [Digital Single] Dead or Alive
- 2023년 3월 22일 AP Alchemy - AP Alchemy : Side A
- 2023년 4월 18일 키드밀리 - BORA
- 2023년 5월 2일 스윙스 - [Digital Single] Dingo X Mine Field[32]
- 2023년 5월 30일 키드밀리 - BEIGE
- 2023년 6월 7일 키드밀리 - 청담국제고등학교 OST Part.1
- 2023년 7월 26일 노엘 - TRIPONOEL
- 2023년 7월 28일 키드밀리 - [Digital Single] rrr...
- 2023년 9월 13일 노엘 - [Digital Single] All Day[33]
- 2023년 9월 21일 김상민그는감히전설이라고할수있다 - [Digital Single] 월간 AP - 2023년 9월[34]
- 2023년 11월 12일 김상민그는감히전설이라고할수있다 - [Digital Single] 무한의 계단
- 2023년 11월 21일 스윙스 - [Digital Single] 월간 AP - 2023년 11월[35]
- 2023년 12월 4일 노엘 - 23'F/W
- 2023년 12월 18일 양홍원 - [Digital Single] Citi+
- 2023년 12월 28일 스윙스 - [Digital Single] 월간 AP - 2023년 12월[36]

### 2024년
- 2024년 1월 18일 양홍원 - [Digital Single] ROLEX
- 2024년 1월 29일 스윙스 - [Digital Single] 월간 AP - 2024년 1월[37]
- 2024년 2월 19일 양홍원 - L&B[38]
- 2024년 2월 20일 스윙스,김상민그는감히전설이라고할수있다 - [Digital Single] 월간 AP - 2024년 2월[39]
- 2024년 3월 8일 스윙스 - Upgrade V
- 2024년 3월 22일 키드밀리 - [Digital Single] Ghost
- 2024년 5월 9일 노엘 - [Digital Single] 서울
- 2024년 5월 17일 양홍원 - [Digital Single] Jealousyvalhalla
- 2024년 6월 12일 노엘 - AREA:4
- 2024년 6월 24일 스윙스 - [Digital Single] 월간 AP - 2024년 6월[40]
- 2024년 7월 16일 키드밀리 - [Digital Single] Do What Moves You
- 2024년 7월 31일 스윙스 - [Digital Single] 월간 AP - 2024년 7월[41]
- 2024년 8월 20일 키드밀리 - RAD MILLI[42]
- 2024년 10월 10일 키드밀리 - +[43]
- 2024년 10월 15일 키드밀리 - + +[44]
- 2024년 10월 22일 키드밀리 - [Digital Single] 스테이지 파이터(STF) Original Vol.3[45]
- 2024년 11월 20일 노엘 - [Digital Single] From NO:EL
- 2024년 11월 28일 ron - [Digital Single] 下中上

### 2025년
- 2025년 1월 31일 노엘 - [Digital Single] RHYMING
- 2025년 4월 10일 노엘 - [Digital Single] IM2026
- 2025년 6월 7일 양홍원 - [Digital Single] LEAN
- 2025년 7월 4일 노엘 - 21' F/W